# Osveta ljubavi
Osveta ljubavi (šp. Pasión de Gavilanes kolumbijska je telenovela produkcijske kuće Telemundo. Glavne uloge imaju Danna Garcia, Mario Cimarro, Paola Rey, Alfonso Baptista, Natasha Klauss i Michel Brown.

## Sinopsis
Najstariji brat, vrijedan i odgovoran Juan vodi cijeli posao. Prilično je strog i pomalo primitivan. Srednji brat Oscar je ambiciozan i proračunat, a novac uvijek nalazi na neočekivanim mjestima. Franco je najmlađi, a od svoje braće se razlikuje po tome što nema smisla za posao, romantičan je. Najmlađa u obitelji je njihova sestra Libia, koja ima samo sedamnaest godina. Svojoj braći ona je i radost i briga te oni često pretjeraju u svojim izljevima ljubomore. Problemi počinju kada se djevojka upusti u vezu sa starijim, oženjenim muškarcem, Bernardom Elizondom, ignorirajući savjete svoje braće. Kad Libia zatrudni, braća zatraže od Bernarda da je oženi, ne znajući da on već ima obitelj. Bernardo ipak pristane, ali uskoro pogiba u nesreći. Libia to ne može podnijeti i baci se u smrt s mosta. Braća se zaklinju da će je osvetiti.
Nekoliko dana kasnije odlaze na imanje Elizondovih gdje ih slučajno zaposle kao radnike koji su trebali izgraditi vrtnu kućicu na stražnji dio zdanja. Shvativši da im zamjena može omogućiti bolji pristup stanarima i lakši put ostvarenju plana, oni prihvate igru i smišljaju plan: zavest će Bernardove kćeri na isti način kao što je on zaveo njihovu sestru.
Bernardova udovica Gabriela je arogantna i netolerantna žena puna predrasuda koja svojim kćerima nameće vlastite želje, ne obazirući se na njihove. Najstarija Norma je tužna koliko i lijepa, jer je u mladosti bila silovana, a majka ju je natjerala udati se za čovjeka kojeg ne voli. Obje njene sestre, Jimenu i Saritu, majka strogo kontrolira, ne dopuštajući im uživati u svojoj ljepoti i mladosti. Jedini koji se Gabrieli može suprotstaviti njen je otac Martin Acevedo, stari vojnik u invalidskim kolicima. Zabavan, nježan i zanimljiv, nikad se ne libi reći ono što misli.

## Uloge
| Glumac                  | Lik                                            |
| ----------------------- | ---------------------------------------------- |
| Danna García            | Norma Elizondo                                 |
| Mario Cimarro           | Juan Reyes                                     |
| Paola Rey               | Jimena Elizondo                                |
| Jorge Cao               | Martín Acevedo                                 |
| Alfonso Baptista        | Óscar Reyes                                    |
| Michel Brown            | Franco Reyes                                   |
| Gloria Gómez            | Eva Rodríguez                                  |
| Kristina Lilley         | Gabriela Acevedo de Elizondo                   |
| Natasha Klauss          | Sarita Elizondo                                |
| Ana Lucía Domínguez     | Libia Reyes / Ruth Uribe                       |
| Zharick León            | Rosario Montes                                 |
| Juan Sebastián Aragón   | Armando Navarro                                |
| Juan Pablo Shuk         | Fernando Escandón                              |
| Sebastián Boscán        | Leandro Santos                                 |
| María Margarita Giraldo | Raquel Santos de Uribe †                       |
| Consuelo Luzardo        | Melissa                                        |
| Júlio del Mar           | Leonidas Coronado                              |
| Lady Noriega            | Maria Josefa Trinidad Felipa 'Pepita' Ronderos |
| Talú Quintero           | Eduvina 'Edu' Trueba †                         |